# Dřevěný nástroj

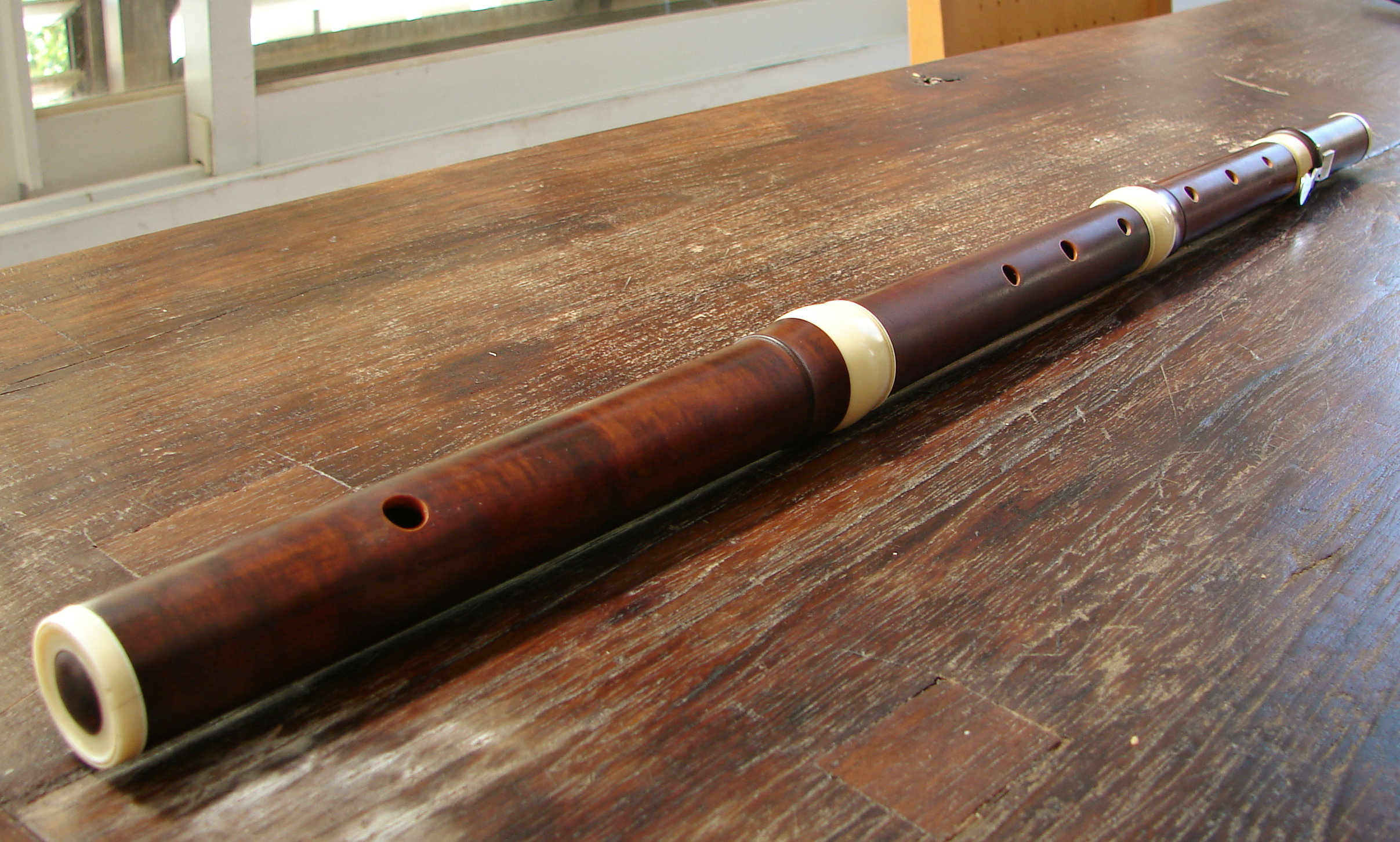
Příčná flétna (1740)

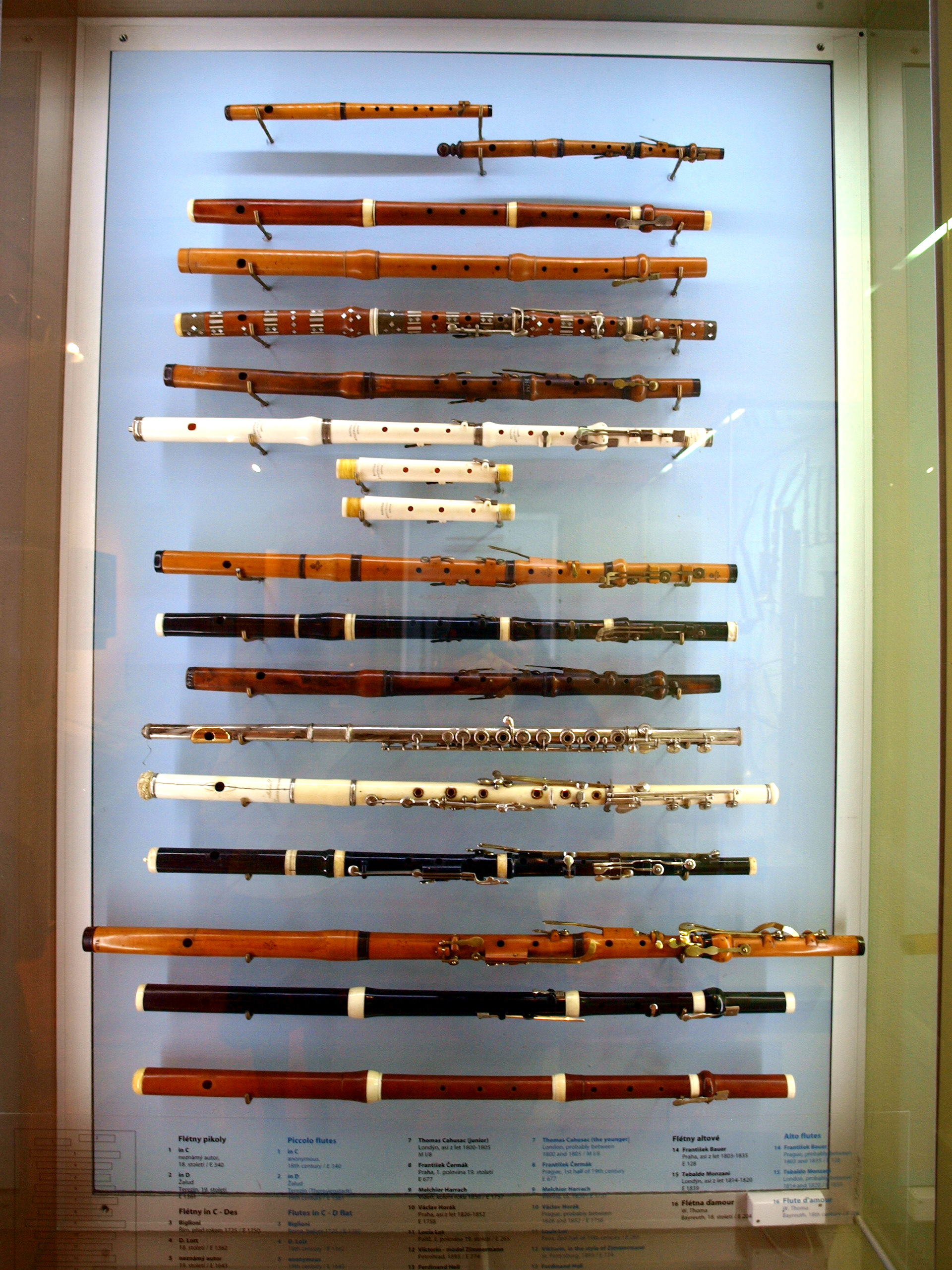
Flétny v oddělení dechových nástrojů Českého muzea hudby v Praze

Dřevěný nástroj (v množném čísle hovorově dřeva) je dechový hudební nástroj, jehož tón vzniká nárazem vzduchu na hranu otvoru nebo rozkmitáním plátku, a u něhož je výška tónu určována rezonanční frekvencí vzduchového sloupce. Jak již název napovídá, tyto nástroje byly původně vyrobeny ze dřeva, avšak některé moderní dřevěné nástroje jako např. saxofon a příčná flétna jsou vyrobeny z jiných materiálů.

## Druhy dřevěných nástrojů
- Jednoplátkové – používají plátek, což je tenké dřívko, vyrobené ze zdřevěnělé kulatiny největšího průměru třtiny obecné (Arundo donax), (nověji se vyrábí i z plastu), který je za pomoci ligatury připevněn k otvoru hubičky. Jakmile je mezi hubičku a plátek vehnán vzduch, plátek se rozkmitá a tím se vytvoří tón. Mezi jednoplátkové nástroje řadíme saxofony, klarinety, basklarinet, basetový roh, chalumeau.

- Dvouplátkové – používají plátek, který se skládá ze dvou dokonale opracovaných kousků třtiny obecné. Tyto kousky jsou spojeny dohromady ve spodní části. Plátek je upevněn ve vrchní části nástroje a při vehnání vzduchu se rozkmitá. Mezi dvouplátkové nástroje patří např. hoboj, fagot, šalmaj, anglický roh, kontrafagot….

- Flétny – tón vzniká nárazem vzduchu na hranu otvoru.

Mezi dřevěné nástroje řadíme tyto dechové nástroje:
- zobcová flétna
- příčná flétna, pikola
- klarinet, basklarinet
- saxofony
- hoboj, anglický roh
- fagot, kontrafagot
- panova flétna
- historické nebo lidové nástroje: basetový roh, chalumeau, šalmaj a další